# Дате Муненари
Маркиз Дате Муненари (伊達 宗城, 1. септембар 1818 – 20. децембар 1892) био је осми даимјо области Уваџиме током касног периода Токугава шогуната и политичар раног Меиџи периода.

## Младост
Муненари је рођен у Еду као четврти син хатамота Јамагучија Наокацуа. Муненари, тада знан као Камесабуро 亀三郎, био је кандидат за усвајање седме генерације феудалног лорда Уваџире који није имао својих наследника. Муненари је био најпогоднији кандидат зато што је његов отац Наокацу био пети даимјо округа који је у то време био познат као Дате Муратоки.

## Вођа клана
Муненари је постао феудални вођа клана Уваџиме 1844. године али ће под утицајем таиро самураја Ии Наосукеа, током Ансеи чистке 1858. бити наређено да се повуче са позиције и остане у кућном притвору.
Након убиства Наосукеа враћа се у јеку политичких превирања у Кјоту као члан партије који подржава покрет Кобу-гатаи (公武合体 савез царског двора и шогуната). Касније, током 1863. године као утицајна фигура овог покрета постаје члан царског саветодавног већа (sanyō-kaigi 参与会議), заједно са Мацудаиром Катаморијем и другим изабраним лордовима.

## Политичар у меиџи периоду
Након пада шогуната 1868. Мунари преузима активну улогу у новој царској влади будући да је Уваџима са њеном војском била активна област која се у Бошин рату (1868–1869) врло брзо сврстала на страну цара.
Био је и битна фигура у иностраним односима током раног меиџи периода. Године 1871, представљајући јапанску владу, потписао је споразум о кинеско-јапанском пријатељству са Ли Хонг Жангом, представником Ћинг династије у Кини.
Такође је учествовао 1871. године и у одбацивању феудалног управљања и хан система након које коначно прекида са политичким везама које је умао са Уваџира ханом. Деценију касније (1881), забележено је да је Муненари примио краља Калакауа из тада краљевине Хаваја на својој првој званичној посети Јапану. Муненари је први човек награђен титулом грофа после свргавања шогуната, али касније због својих доприноса бива промовисан титулом маркиза.
Муненари умире 1892. године у 74 години у Токију. 

## Галерија
- Споразум о кинеско-јапанском пријатељству, потписан 13. септембра 1871. у Тјенцину, од стране Дате Муненарија и Ли Хонг Жанга.
- Муненаријев гроб (десно) у Уваџими (宇和島 等覚寺)